# 莫爾日河 (萊芒湖)
46°23′39″N 6°48′19″E / 46.39419°N 6.80524°E

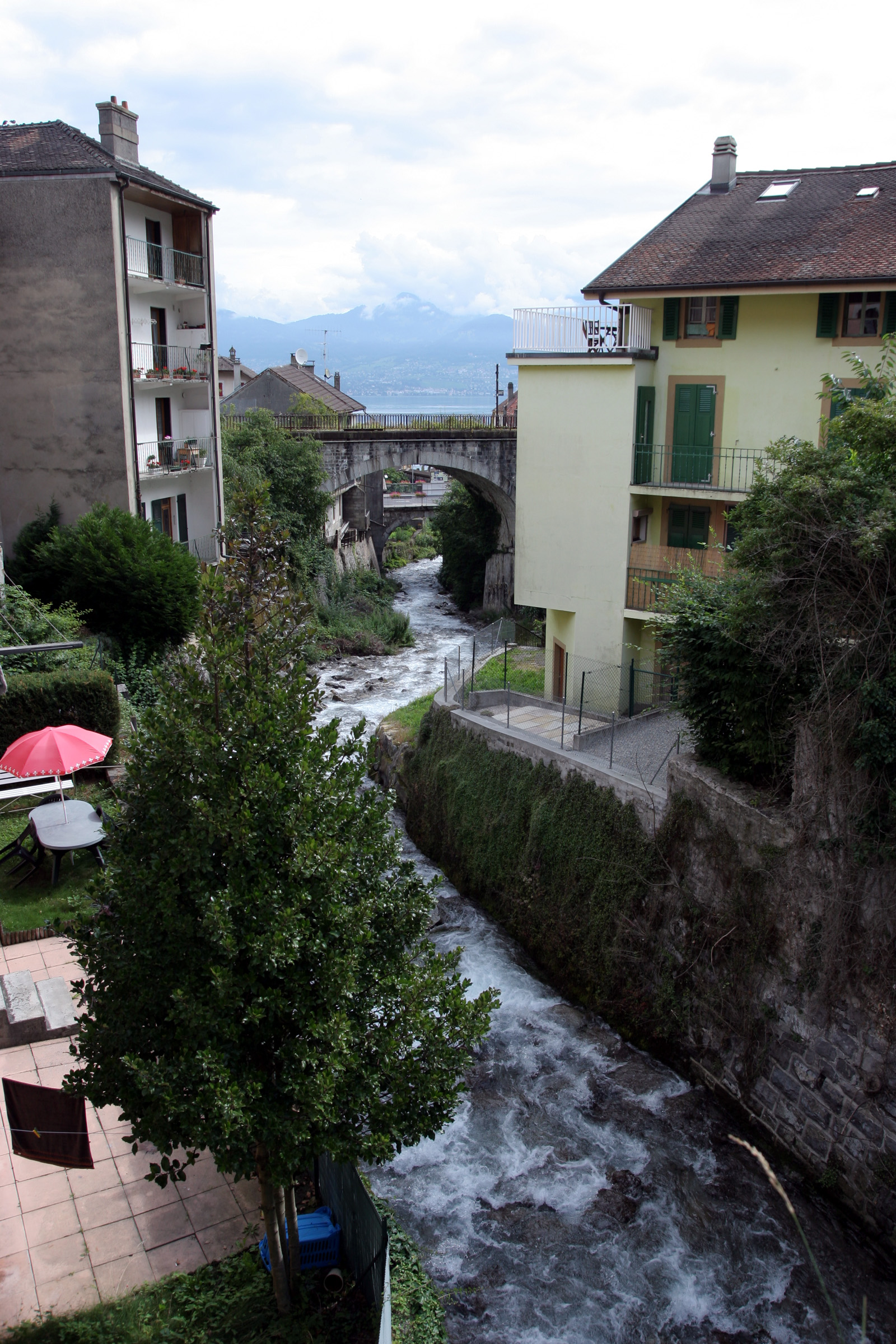

莫爾日河（法語：Morge，法語發音：[mɔʁʒ]）是中歐的河流，流經瑞士和法國，屬於罗讷河的支流，河道全長7.9公里，流域面積19平方公里，最終注入萊芒湖，河口處在莫爾日附近。